# Identidade e Democracia
Identidade e Democracia (em inglês: Identity and Democracy, ID) foi um grupo político de direita a extrema-direita do Parlamento Europeu, até ser substituído pelo grupo Patriotas pela Europa em 8 de julho de 2024.

## História

### 2015-2019
Este grupo foi formado em Junho de 2015, tendo 39 membros, sendo o mais pequeno grupo do Parlamento Europeu associado ao Partido Identidade e Democracia.
Após as eleições europeias de 2014, a extrema-direita europeia — em especial a Frente Nacional, o Partido para a Liberdade e a Liga Norte — tentaram formaram um grupo, mas, a 24 de Junho, Marine Le Pen anunciou que a tentativa tinha fracassado.
A 15 de Junho de 2015, o objectivo de criar um grupo que unisse diversos partidos de direita nacionalista e extrema-direita, foi conseguido. Marine Le Pen anunciou, que, o grupo iria ser composto pelos seguintes partidos e deputados: Frente Nacional, Partido para a Liberdade, Liga Norte, Partido da Liberdade da Áustria, Vlaams Belang, Congresso da Nova Direita e, Janice Atkinson, eurodeputada expulsa em Março de 2015 do UKIP.
A 15 de Julho o grupo recebeu mais um membro: Laurentiu Rebega, que tinha sido eleito pelo Partido Conservador, rompeu com este e decidiu criar o Partido da Roménia Unida, integrando este grupo político. Em Janeiro de 2019, o UKIP britânico também aderiu ao grupo (ainda que só três eurodeputados se tenham transferido de grupo).

### 2019
Após as eleições parlamentares europeias de 2019, foi anunciado que o grupo da Europa das Nações e das Liberdades iria ser mudar de nome e passar a ser intitulado de Identidade e Democracia. A formação do novo grupo foi anunciada por Marine Le Pen e tem 73 deputados europeus, tendo membros da Liga Norte, Rassemblement National e Alternativa para a Alemanha e entre outros. Aquando da formação do novo grupo, Marco Zanni (eurodeputado eleito pela Liga Norte) foi eleito como o líder parlamentar no Parlamento Europeu.

### 2020
A 2 de julho foi anunciado que o partido português CHEGA passaria a afiliar-se, a nível europeu, do Identidade e Democracia, após convite endereçado pela presidência do grupo ao partido português.

### 2024
Em 8 de julho o grupo foi dissolvido e foi sucedido pelo grupo Patriotas pela Europa.

## Membros (2019-2024)
| País          | Partido                                | Afiliação | Afiliação                               | Deputados | CI.  | Resultados   |
| ------------- | -------------------------------------- | --------- | --------------------------------------- | --------- | ---- | ------------ |
| Áustria       | Partido da Liberdade da Áustria        |           | Partido Identidade e Democracia         | 3 / 19    | 3.º  | 17,2 / 100,0 |
| Bélgica       | Vlaams Belang (Flandres)               |           | Partido Identidade e Democracia         | 3 / 12    | 2.º  | 19,1 / 100,0 |
| Chéquia       | Liberdade e Democracia Direta          |           | Aliança Europeia dos Povos e das Nações | 2 / 21    | 5.º  | 9,1 / 100,0  |
| Dinamarca     | Partido Popular Dinamarquês            |           | Nenhuma                                 | 1 / 14    | 4.º  | 10,8 / 100,0 |
| Estónia       | Partido Popular Conservador da Estônia |           | Partido Identidade e Democracia         | 1 / 7     | 4.º  | 12,7 / 100,0 |
| Finlândia     | Partido dos Finlandeses                |           | Nenhuma                                 | 2 / 14    | 4.º  | 13,8 / 100,0 |
| França        | Frente Nacional                        |           | Partido Identidade e Democracia         | 23 / 79   | 1.º  | 23,3 / 100,0 |
| Itália        | Liga Norte                             |           | Aliança Europeia dos Povos e das Nações | 29 / 76   | 1.º  | 34,3 / 100,0 |
| Países Baixos | Partido pela Liberdade                 |           | Nenhuma                                 | 1 / 29    | 10.º | 3,5 / 100,0  |